# رودولف بومر
رودولف بومر (بالألمانية: Rudi Bommer)‏، من مواليد 19 أغسطس 1957، لاعب كرة قدم ألماني سابق، ومدرب كرة قدم ألماني حالي.
لعب مع منتخب ألمانيا لكرة القدم.

## مسيرته الكروية
لعب رودولف بومر خلال مسيرته الاحترافية مع 5 أندية في اثنين وعشرين موسمًا وسجل خلالها 57 هدفًا ضمن 464 مباراة. حيث فاز في موسمين بالكأس ولم يفز بأي دوري.
خاض رودولف بومر مسيرته مع نادي كيكرز أوفنباخ في موسم 1975–76 لمدة موسم واحد، لم يشارك في أي مباراة ولم يسجل أي هدف. ثم انتقل إلى نادي فورتونا دوسلدورف في موسم 1976–77 ليلعب معه تسعة مواسم، حيث شارك في 264 مباراة سجل خلالها 38 هدفًا. لينتقل بعدها إلى نادي أوردينغن 05 في موسم 1985–86 واستمر معه طيلة ثلاثة مواسم، مشاركًا في 83 مباراة سجل خلالها 13 هدفًا. ثم انتقل إلى فيكتوريا أشافنبورغ ‏ في موسم 1988–89 ليلعب معه أربعة مواسم، مشاركًا في 33 مباراة سجل خلالها هدفين. هذا وانتقل لاحقًا إلى نادي آينتراخت فرانكفورت في موسم 1992–93 ليلعب معه خمسة مواسم، مشاركًا في 84 مباراة سجل خلالها 4 أهداف.

## روابط خارجية
- رودولف بومر على موقع الاتحاد الدولي (مؤرشف)  (الإنجليزية)
- رودولف بومر على موقع قاعدة بيانات كرة القدم.إي يو (الإنجليزية)
- رودولف بومر على موقع بيانات كرة القدم. دي إي (الألمانية)
- رودولف بومر على موقع ناشيونال فوتبول تيمز (الإنجليزية)
- رودولف بومر على موقع عالم كرة القدم.نت (الإنجليزية)
- رودولف بومر على موقع أوليمبيديا (الإنجليزية)